# Rhadinaea taeniata
Rhadinaea taeniata este o specie de șerpi din genul Rhadinaea, familia Colubridae, descrisă de Peters 1863. A fost clasificată de IUCN ca specie cu risc scăzut.

## Subspecii
Această specie cuprinde următoarele subspecii:
- R. t. aemula
- R. t. taeniata